# Ivot
Ivot (ruso: Иво́т) es un asentamiento de tipo urbano de Rusia perteneciente al raión de Diátkovo de la óblast de Briansk.
En 2021, el territorio del asentamiento tenía una población de 6801 habitantes, de los cuales 5844 vivían en el propio asentamiento y el resto repartidos en cuatro pedanías: el pueblo (seló) de Batskino (de unos cien habitantes) y las aldeas (derevni) de Seltsó (la principal pedanía, de unos novecientos habitantes), Ivánovichi y Liubegoshch (estas dos últimas casi despobladas).
Se ubica unos 10 km al noroeste de la capital distrital Diátkovo.

## Historia
En el siglo XVIII, se ubicaba en el entorno del actual asentamiento una pequeña aldea llamada Shumovichi, en el uyezd de Briansk de la gobernación de Oriol; se conoce la existencia de esta aldea en documentos desde la década de 1690. En 1785 se construyó junto a Shumovichi una fábrica de vidrio, que dio lugar a una segunda aldea llamada Ivotok. A mediados del siglo XIX se desarrollaron además en el entorno nuevas fábricas de azúcar y ladrillos. En 1881, ambas aldeas se unieron formando el pueblo de Ivot. En 1929, la Unión Soviética le dio el estatus de asentamiento de tipo urbano. Su economía sigue basándose en la fabricación de vidrio, por lo que en 2014 fue incluida en la lista de asentamientos industriales rusos que corren riesgo económico por depender de una sola industria.